# Liste der Kulturdenkmäler in Stadtkyll
In der Liste der Kulturdenkmäler in Stadtkyll sind alle Kulturdenkmäler der rheinland-pfälzischen Ortsgemeinde Stadtkyll einschließlich der Ortsteile Niederkyll und Schönfeld aufgeführt. Grundlage ist die Denkmalliste des Landes Rheinland-Pfalz (Stand: 17. Juli 2023).

## Einzeldenkmäler
| Bezeichnung                           | Lage                                                | Baujahr                    | Beschreibung | Bild                           |
| ------------------------------------- | --------------------------------------------------- | -------------------------- | --- | ------------------------------ |
| Bahnhof Stadtkyll                     | Stadtkyll, Bahnhofstraße 1 Lage                     | 1911/12                    | ehemaliger Bahnhof mit Güterschuppen; Putzbau mit Treppenturm, teilweise Fachwerk; Güterschuppen mit Sichtfachwerk, Rampen, 1911/12 | weitere Bilder Fotos hochladen |
| Katholische Pfarrkirche St. Josef     | Stadtkyll, Hauptstraße Lage                         | 1853/54                    | klassizistischer Saalbau, 1853/54                                                                                                   | weitere Bilder Fotos hochladen |
| Wegekreuz                             | Stadtkyll, Kyllstraße, Ecke Kockelsberg Lage        | 18. Jahrhundert            | Schaftkreuz, Rotsandstein, 18. Jahrhundert                                                                                          | Fotos hochladen                |
| Kriegerdenkmal                        | Stadtkyll, südwestlich oberhalb des Ortes Lage      | 1934                       | Kriegerdenkmal 1914/18, Torbau, 1934, Entwurf von Emil Fahrenkamp, Düsseldorf                                                       | weitere Bilder Fotos hochladen |
| Friedhofskapelle St. Margarethen      | Stadtkyll, nördlich des ortes auf dem Friedhof Lage |                            | mehrphasiger Putzbau mit Westturm; Friedhofskreuz (?), bezeichnet 1841                                                              | weitere Bilder Fotos hochladen |
| Katholische Filialkirche St. Hubertus | Niederkyll, Nr. 1a Lage                             | um 1600                    | Saalbau, um 1600 | weitere Bilder Fotos hochladen |
| Katholische Filialkirche St. Matthias | Schönfeld, Dorfstraße 30 Lage                       | vor 1870                   | Saalbau, kurz vor 1870 | weitere Bilder Fotos hochladen |
| Wegekreuz                             | Schönfeld, Dorfstraße, Ecke Auf der Kaul Lage       | 17. Jahrhundert            | Balkenkreuz, Basaltlava, wohl aus dem 17. Jahrhundert                                                                               | weitere Bilder Fotos hochladen |
| Hofanlage                             | Schönfeld, In der Nosheck 4/6 Lage                  | Mitte des 18. Jahrhunderts | Quereinhaus, Mitte des 18. Jahrhunderts, durch nachträglich quer angebaute Stallscheune zum Winkelhof erweitert                     | BW                             |
| Hofanlage                             | Schönfeld, Killergasse 8 Lage                       | 19. Jahrhundert            | Gehöft, 19. Jahrhundert | BW                             |
| Wegekreuz                             | Schönfeld, Neuer Weg Lage                           | 1691                       | Nischenkreuz, bezeichnet 1691 | weitere Bilder Fotos hochladen |